# Jaguar Mark X
La Mark X (poi denominata 420 G) è una berlina di lusso prodotta dalla Jaguar dal 1961 al 1970.

## La nascita
Nella seconda metà degli anni cinquanta la Jaguar, forte del successo delle sportive XK e dei trionfi nelle competizioni, aveva l'esigenza di pensare ad una berlina di grandi dimensioni in grado di sostituire le obsolete ammiraglie in produzione (giunte all'evoluzione Mark IX). Venne così avviata la progettazione della Mark X, una vettura, nonostante il nome "in progressione", completamente nuova.
Caratterizzata da soluzioni tecniche moderne, come la scocca portante, le sospensioni a 4 ruote indipendenti (progettate da Bob Knight, simili a quelle della E type e utilizzata da Jaguar fino al 1992 su XJS) e i freni a disco su tutte le ruote (quelli posteriori "entrobordo", ovvero all'uscita del differenziale Power Lock per migliorare la distribuzione dei pesi), la nuova nata presentava anche una linea totalmente nuova, che avrebbe in seguito ispirato anche quella della successiva XJ. La trazione era ovviamente posteriore, mentre erano disponibili 2 tipi di trasmissioni: manuale a 4 rapporti (un obsoleto cambio Moss) o automatico a 3 Borg Warner DG).
L'abitacolo presentava finiture d'altissimo livello, con un'elegante plancia in noce massello, degna opera d'un ebanista, rivestimenti in pelle pregiata e inserti in radica su pannelli porta e montanti interni. Al momento del debutto la Mark X era equipaggiata con il classico 6 cilindri in linea bialbero della serie XK, nella variante di 3.781 cm³. Alimentato da 3 carburatori SU, il propulsore della Mark X erogava 265 CV a 5500 giri/min (SAE e con rapporto di compressione 9:1) e 353 Nm a 4000 giri/min di coppia oppure 250 CV (con rapporto di compressione 8:1), sufficienti a spingere l'imponente (era lunga ben 5,10 m) e pesante (1.791 kg con cambio manuale) berlina a 192 km/h.
Nonostante la linea filante che dissimulava bene le dimensioni, il comportamento stradale di alto livello e le finiture lussuose, la Mark X ottenne un successo inferiore alle aspettative, forse per via di un certo squilibrio estetico dovuto alle carreggiate posteriori strette dove le ruote sembravano sparire nei panciuti archi passaruota, conferendo alla coda un aspetto un po' goffo.
A regime, si arrivò a produrre fino a 110 auto alla settimana.

## L'evoluzione e il passaggio al motore 4.2

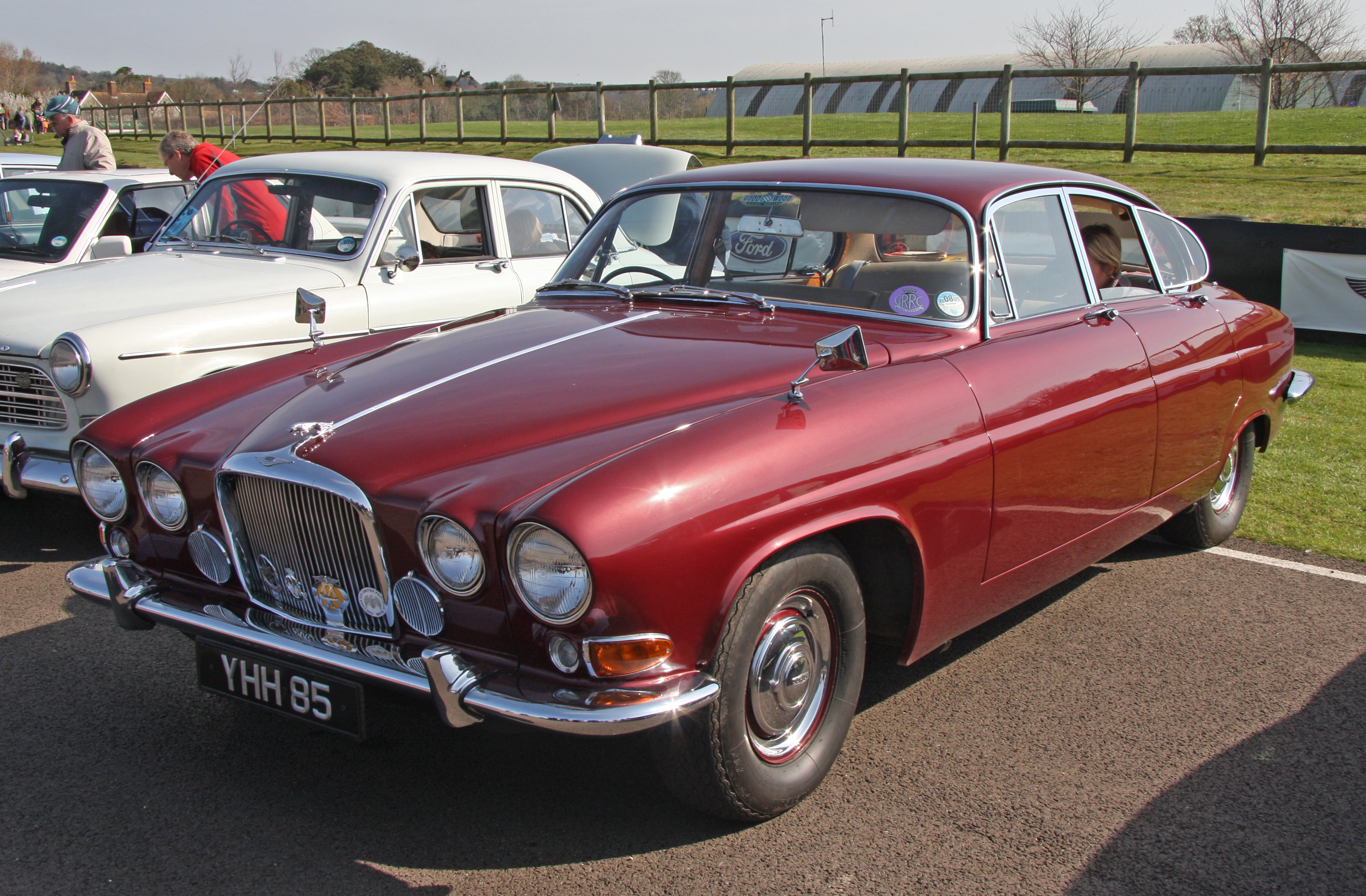
La Mark X 4.2

Il 6 ottobre 1964 per migliorare le prestazioni e l'elasticità del motore, la cilindrata venne incrementata a 4.235 cm³ e venne presentata la Mark X 4.2. La potenza massima rimase invariata (ma erogata a 5400 giri/min), mentre la coppia motrice massima passò da 35,2 Kgm a 38,3 (sempre a 4000 giri/min). La vecchia trasmissione manuale Moss a 4 marce (di cui soltanto le prime tre sincronizzate) venne abbandonata in favore di un nuovo cambio, sempre a 4 marce (completamente sincronizzate) ma con overdrive (optional), di produzione Jaguar (progettato da William GJ Watson). Rimaneva disponibile, ovviamente, l'automatico a 3 rapporti (sempre Borg Warner ma aggiornato al modello 8). La velocità di punta della versione manuale era di 198 km/h.
Con l'occasione venne migliorato anche l'impianto frenante con l'adozione del servofreno Girling (al posto del vecchio Dunlop) così come venne migliorato il sistema di servo assistenza, chiamato Marles Varamatic Bendix (al posto dell'obsoleto Burman). Le prestazioni in termini di velocità massima aumentarono di 1-2 km/h (195 km/h), migliorò in maniera significativa il tempo per lo 0-100, passando da 10,8 secondi (del 3.8) ai 9,9 del 4.2.
Da segnalare che la motorizzazione 3.8 rimase ordinabile fino all'ottobre 1965.
Il codice aziendale per la Mark X 4.2 era XJ5 e a regime ne venivano prodotte 75 alla settimana.

## La 420 G
Il 13 ottobre 1966, dopo un leggerissimo restyling esterno che riguardò la calandra con maglia ridisegnata, nuovo profilo cromato sulla fiancata e gli interni con modifiche alla plancia (orologio integrato nella parte superiore centrale e parti in gomma nera) e ulteriore miglioramento delle finiture, l'ammiraglia del giaguaro cambiò nome in 420 G, dove la G, che significava Great, distinguendola dalla più piccola 420, derivata dalla S-Type. Le versioni per il mercato USA, con cambio automatico di serie, avevano una potenza ridotta a 250 CV (SAE)) e lo sterzo dotato di servocomando idraulico, di serie.
Dall'ottobre 1969, iniziò ad essere richiesta maggiormente la nuova nata XJ6 e la richiesta dei 420 G calò drasticamente, la produzione si ridusse a non più 30 auto per settimana,
La produzione cessò nel 1970, quando le successive XJ erano in produzione già da due anni.
Da notare che la 420G fu il vero e proprio laboratorio di test viaggiante su cui Jaguar testò tutte le soluzioni poi viste nella successiva XJ6, compresa la motorizzazione V12.

## La produzione
In totale sono stati prodotti 24.209 esemplari (di cui 17.276 RHD e 6.933 LHD) di Mark X e 420 G, così suddivisi:
- Mark X 3.8: 12.977 esemplari (di cui 9.129 RHD e 3.848 LHD)
- Mark X 4.2: 5.678 esemplari (di cui 3.718 RHD e 1.960 LHD)
- 420 G: 5.554 esemplari (di cui 4.429 RHD e 1.125 LHD)